# 赵率教
赵率教（1569年—1629年），字希龙，号明善，陝西省靖虜衛（今白銀市靖遠縣）人。祖籍北直蓟州（今天津），明朝将领，历任总兵、左都督、平辽将军。
高祖父趙昇，任指揮僉事，遷籍陝西靖虜衛。明萬曆十九年（1591年），率教中武進士，任甘州（今甘肅張掖）都司。宁远之战后，赵率教赴锦州经营关宁锦防线北段，并在宁锦之战中坚守锦州，击退后金的进攻，受到朝廷嘉奖。
崇禎二年（1629年）率兵增援大安口，到達三屯營時，總兵朱國彥竟緊閉城門，率教無奈，縱馬向西，十一月三日至遵化。十一月初四日，在遵化（今屬河北）与後金貝勒阿濟格的大軍激战，被左翼四旗及蒙古兵包圍殲滅，率教中流矢墜馬，力戰而亡，全军覆滅，巡撫王元雅自殺。五日，遵化失陷。《明史·赵率教传》评价说：“率教为将廉勇，待士有恩，勤身奉公，劳而不懈。”有《复遼私議》、《平遼奏稿》、《揮塵兵法》、《投戈隨筆》等著作。